# Saucisson de Lyon
Le saucisson de Lyon est un grand saucisson sec, spécialité de la ville de Lyon (France).

## Caractéristiques
Le saucisson existe à Lyon depuis plusieurs millénaires, mais la recette qu'on désigne le plus communément par cette formule de nos jours remonte aux années 1830. Il était originellement constitué de plusieurs viandes en plus du maigre de porc, notamment de l'âne (jusqu'à un quart), mais celui-ci a été remplacé au fil du temps par du cheval ou du bœuf,. Ce saucisson utilise donc préférentiellement des viandes maigres (qui lui donnent sa robe sombre caractéristique), hachées fin, mélangées à de gros dés de gras dur de bardière de porc. On y adjoint généralement de gros grains de poivre noir, du poivre blanc moulu, de l'ail, quelques épices (muscade, macis), des ferments lactiques naturels et du vin rouge de la région. Le tout est embossé en boyau naturel (fuseaux de porc) recouvert de salpêtre naturel, et séché plusieurs mois pour permettre une maturation satisfaisante et un séchage optimal : le saucisson de Lyon se mange sec, voire dur. 
Un bon saucisson de Lyon pèse généralement entre 400 et 500 grammes, et ne dépasse pas 15 ou 20 % de matière grasse.

## Spécialités similaires
Ce saucisson est proche de la Rosette, plus grosse (550 g minimum), constituée de maigre de porc (parties anatomiques nobles : jambon, épaule, longe, poitrine) haché très fin et de morceaux plus épais de gras, le tout embossé dans un long rectum de porc (« rosette »). 
Le « Jésus » est encore plus proche, mais constitué uniquement de viande de porc (là aussi, seulement des parties nobles), et embossé dans un autre type de boyau, le « sac de porc », qui lui donne sa forme caractéristique de poire. 